# Phyllaplysia
Phyllaplysia is een geslacht van weekdieren uit de klasse van de Gastropoda (slakken).

## Soorten
- Phyllaplysia edmundsi Bebbington, 1974
- Phyllaplysia engeli Er. Marcus, 1955
- Phyllaplysia incerta Bergh, 1902
- Phyllaplysia inornata Bergh, 1905
- Phyllaplysia lafonti P. Fischer, 1872
- Phyllaplysia padinae Williams & Gosliner, 1973
- Phyllaplysia plana Eales, 1944
- Phyllaplysia smaragda K. B. Clark, 1977
- Phyllaplysia taylori Dall, 1900
- Phyllaplysia varicolor (Bergh, 1905)
- Phyllaplysia viridis (Bergh, 1905)